# Вальгринд

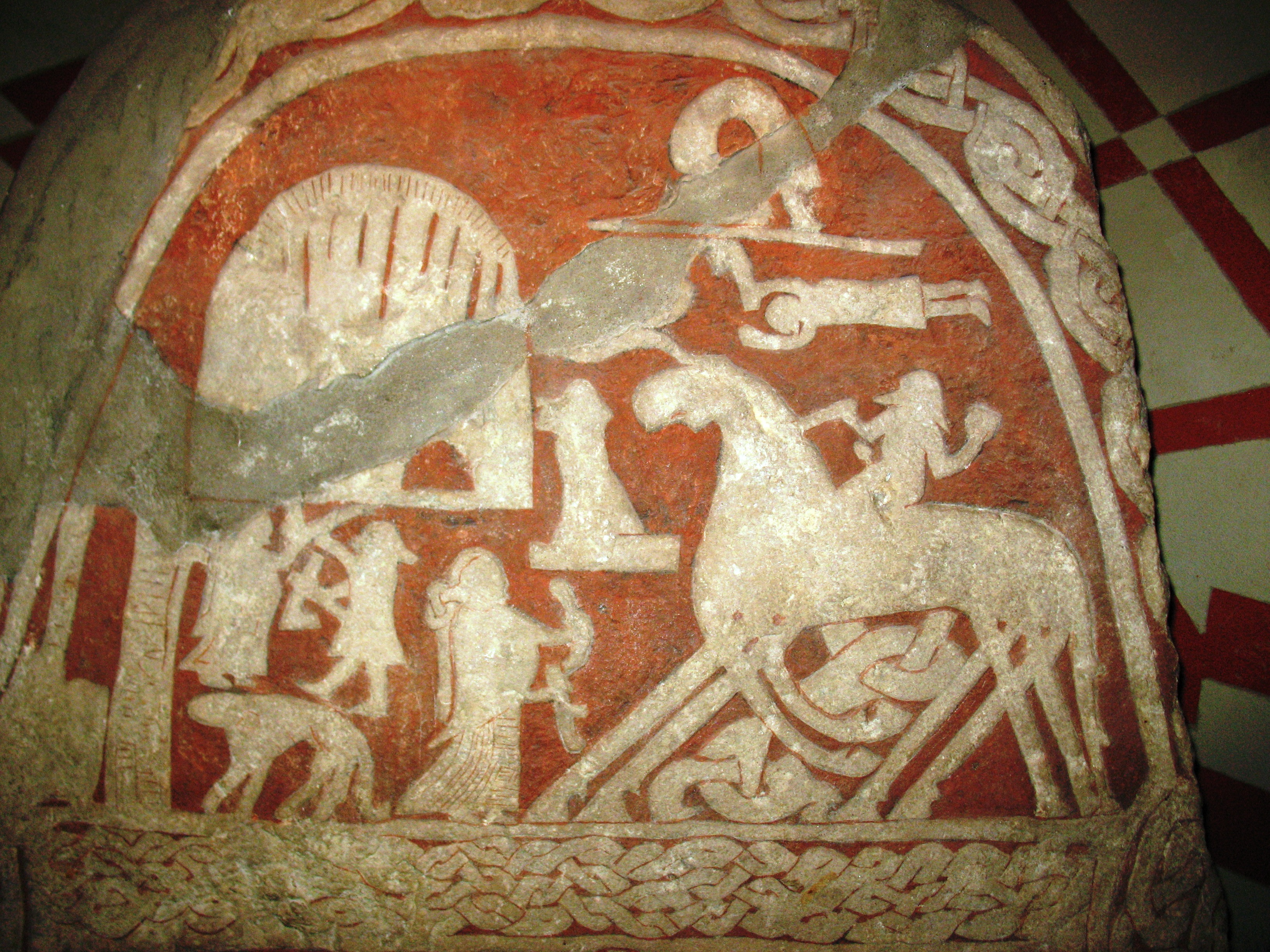
Валькирия с рогом ожидает у ворот Вальхаллы всадника, едущего на восьминогом коне Слейпнире. Изображение с картинного камня

Вальгринд (др.-сканд. Valgrind) — «ворота мёртвых», или, точнее, «ворота павших в битве» — название ворот Вальхаллы, описанных в скандинавском эпосе. Согласно речи Гримнира, лишь мёртвые, особо избранные Одином или Фреей на поле битвы, могут пройти через них. Устройство ворот (или «калитки» перед входом в Вальхаллу) подразумевает (по эпосу) особый замок.
Виктор Рюдберг отождествлял их с Þrymgjöll — «громко хлопающими» воротами Асгарда. Если это предположение верно, то поэма речи Гримнира содержит дополнительную информацию о воротах: немногие умеют отпирать их запор, а непосвященные будут скованы при неудачной попытке взлома. Ворота (или замок) созданы теми же кузнецами, что и корабль Скидбладнир, копье Одина Гунгнир и пр. Рюдберг указывает, что существование таких полубожественных кузнецов в эпосе параллельно триаде Рибху в гимне «Ригведы», что указывает на обще-индоевропейскую основу происхождения мифа. Если эти параллели верны, то после сопоставления мифов можно утверждать, что и яблоки Идунн были выкованы теми же кузнецами.
Современные исследователи считают, что Вальгринд могли быть как одними из трёх ворот ада, так и воротами (или одними из ворот) Вальхаллы, или, скорее, внешними воротами, которые защищали священные двери, находившиеся за ними.